# Социо-игровой подход к воспитанию и обучению
Социо-игровой подход (наряду со словом «подход» распространены термины «социо-игровой стиль», «методика», «технология», «режиссура урока») предполагает организацию занятия как игры-жизни между микрогруппами детей (малыми социумами — отсюда и термин «социо-игровая») и одновременно внутри каждой из них. Социо-игровой подход непосредственно обращён к особым возможностям режиссуры урока, общения и поведения учителя.
Он основывается на формировании и использовании учениками умений свободно обсуждать интересующие их вопросы, следить за развитием общего разговора и за ходом общего дела, оказывать друг другу помощь и принимать её, когда это нужно.
В центре внимания его разработчиков и последователей — то, что позволяет педагогике быть реально практикующим искусством: практика работа учителя, которая строится на его внимании к взаимодействию с детьми, к общению с ними и их между собой.

## История создания
Представления об особенностях социо-игрового стиля обучения сложились в 1970-е годы в результате объединения двух направлений педагогических исследований:
- экспериментальной практики ровеснического начального образования, создаваемой в 91-й школе г. Москвы сотрудниками Лаборатории младшего школьника НИИ Психологии АПН СССР Е. Е. Шулешко и Л. К. Филякиной;
- адаптации к условиям обычных уроков по любому школьному предмету приёмов театральной педагогики и театральной «теория действий», разработанной П. М. Ершовым на основе системы К. С. Станиславского (чем занимались сотрудники Лаборатории театра Института художественного образования (ИХО) Академии педагогических наук СССР А. П. Ершова и В. М. Букатов).

В ходе работы были качественно переосмыслены привычные представления о задачах театральной педагогики в школе. В частности, был перенесён акцент с «актёрских» умений учителя на его умения осознавать своё поведение и понимать поведение детей:
«Школе не нужна театральная выразительность, которой прельщаются педвузы, приглашая для работы со студентами профессиональных актёров или преподавателей из театральных вузов. Режиссёры на театральной сцене стремятся показать борьбу идей, мнений. И чем эта борьба острее, тем выразительнее. В школе же „борьба“ идей, мнений, интересов протекает совсем иначе: чем тише и осторожнее — тем полезнее и эффективнее. В театре хороший актёр выражает себя в образе. А хороший учитель занят другим. Он улавливает образы, которыми ребёнок пытается выразить себя сам. Учитель — зеркало, а не позёр перед ним».
К 1980-м годам практика социо-игровых подходов оформилась и стала широко распространяться во многих регионах СССР; к началу 1990-х годов за ней закрепилось нынешнее название и вышли первые печатные работы, ей посвящённые.
В разные годы существенный вклад в разработку социо-игровых подходов вносили учителя-исследователи: Л. К. Филякина, С. В. Плахотников, М. В. Ганькина, Н. В. Жеребилова, Л. П. Аншукова, О. П. Травина и др. К концу 1980-х годов А. П. Ершова — зав. Лабораторией Театра ИХО РАО — стала сотрудничать с международной ассоциацией «Драма ин эдьюкейшен», обмениваясь опытом широкого использования театрального искусства в школе.
Таким образом, «социо-игровой подход» можно рассматривать, во-первых, как один из российских вариантов международного движения «театра в образовании» (англ. Theatre in education). Во-вторых, он тесно связан с принципами и практикой ровеснического образования, составляя одну из его важных сторон (во всяком случае, в педагогике Е. Е. Шулешко). С третьей стороны, социо-игровой подход зарекомендовал себя в качестве инструмента аккумулирования и переосмысления различного профессионального и культурного опыта в педагогических целях (изначальный репертуар игр и педагогических приёмов за прошедшие несколько десятилетий постоянно обогащался театральными, фольклорными, детскими, дидактическими и пр. играми, многочисленными элементами успешного опыта многих педагогов, открывая всё новые профессиональные возможности перед учителями).

## Три главные правила социо-игрового стиля[11]
- Двигательная активность учеников[12].
- Смена мизансцен, ролей, темпо-ритма на уроке.
- Работа учеников малыми группами[13].

С этими правилами непосредственно связаны ключевые задачи учителя на уроке или воспитателя на занятии: «двигать, видеть, слышать себя; двигать, видеть, слышать других», а также принцип снятия с педагога оценивающей, судейской роли и передача её ученикам.

## Педагогические «подтексты» речи и поведения и режиссёрские параметры «теории действий»
С точки зрения создателей и последователей социо-игровых подходов к обучению, специфика педагогического труда возникает тогда, когда работа учителя строится на его внимании к взаимодействию с детьми, их общения между собой и с учителем.
При этом оказываются особенно актуальны способы, позволяющие «вчитываться» в поведение окружающих и управлять собственным поведением. Благодаря им учителя при планировании и осуществлении своих действий могут предвидеть вариативность возможных откликов учеников. Одним из средств понимания «языка действий» выступают пять параметров из театральной теории действий, разработанной П. М. Ершовым:
1. характер распределения инициативы: наступательно-оборонительная педагогика или педагогика доверия;
2. характер взаимодействия: позиционный или деловой стиль отношений;
3. представления об общности интересов: дружественность или враждебность поведения;
4. образ соотношения сил: демонстрация силы или слабости;
5. информативная направленность обучения: добывать или выдавать информацию?[16]

Наряду с этим в центре внимания находится направленность словесных действий; при этом более сложные способы воздействия сводятся к одиннадцати исходным более простым, «исходным», своего рода «азбуке» словесных действий:
1. звать — воздействие на внимание;
2. ободрять/укорять — воздействие на чувства (эмоции) партнёра;
3. предупреждать/удивлять — воздействие на воображение;
4. узнавать/утверждать — воздействие на память;
5. объяснять/отделываться — воздействие на мышление;
6. приказывать/просить воздействие на волю.

Система этих и других параметров позволяют педагогу анализировать и осознанно менять своё поведение в зависимости от образовательных задач и своего понимания происходящего с учениками.

## Рекомендации педагогам, использующим социо-игровой подход
- Будьте готовы к собственным промахам.
- Не «разжевывайте» смысл задания.
- Обращайте внимание на интересные неожиданности.
- Учитесь видеть в детских отказах ценные подсказки.
- Умейте порадоваться шуму.
- Старайтесь не столько учить и поучать, сколько слушать своих учеников
- Старайтесь видеть перед собой на уроке не единственную цель, а множество возможных ("Если гнаться за 133 зайцами, глядишь, с десяток и наловишь)[18].

## Инновация как обновление традиций
Социо-игровой подход ставит своей целью улучшить обычные учебные занятия в школах и детских садах путём восстановления живого интереса учеников к происходящему на занятиях и возвращения учителям веры в самих себя, в свою индивидуальную интуицию.
Создатели социо-игровой педагогики полагают, что делать условия обучения более человеческими и уместными для детской психики зачастую помогают не столько непонятные учителям инновации, сколько «хорошо забытое старое». При этом речь идёт о возврате к традициям не официально-министерским, а народно-человеческим. В центре внимания — восстановление естественных взаимосвязей педагогики сотрудничества и педагогики народной и такое прочтение педагогической классики, которое становится действенным тогда, когда современным читатели приходят к высказанным великими педагогами идеям самостоятельно.
С другой стороны, социо-игровой подход советует учителям почаще возвращаться мыслями к прошлому, припоминая себя в школьном возрасте, чтобы сочувственно отнестись к тем условиям, в которых приходится трудиться современным детям. В целом социо-игровой подход отстаивает реабилитацию методической самостоятельности педагога, представляя свои методики и приёмы в качестве не образца, а ресурсов, «почвы», основы для самостоятельных методических поисков и профессионального развития.

## Цитаты о социо-игровом подходе
«Союз детей со взрослыми начинается с равноправия в заинтересованности. Для того чтобы детям любое игровое упражнение стало интересным, сам педагог, подающий игровые команды, должен быть увлечён. А это происходит, когда он подтянут, собран, готов вместе со всеми смеяться, огорчаться, волноваться, ошибаться и исправляться по ходу выполнения детьми упражнения. Тогда возникает и равноправие в игре, тогда возникает и союз».
«Для социо-игровой педагогики, прежде всего, важно… снять с педагога страх перед ошибкой. А страх исчезает в ситуации сотрудничества, равноправия и доброжелательного отношения к ошибкам сотрудников. <…> ˝Непогрешимый всезнайка˝ закрыт для новой информации, ему нужно лишь подтверждение своей значимости и непогрешимости. И наша задача — поменять эту позицию на позицию ученика. Первый этап занятий по социо-игровой педагогике преследует именно эту цепь — дать возможность <…>изнутри увидеть, что же происходит с теми, кого мы учим, взглянуть на себя со стороны».
«Большое число решений ребёнку надо попробовать и перепробовать на практике, и об их целесообразности он сможет судить лишь при возможности сравнить себя с другими, а результаты своих действий с успехами или неуспехами других детей… Такая оценка, отработанная собственными усилиями, гораздо полезнее для развития ребёнка, чем оценка ˝хорошо˝ и ˝нехорошо˝ со стороны педагога. Поэтому с позиций социо-игрового подхода учительские объяснения, предписания и оценки действий детей суть наименее желательный способ организации их работы и общения».

#### Интернет-ресурсы
- сайт «Открытый урок»: http://www.openlesson.ru
- сайт «Класс-театр»: https://web.archive.org/web/20181217121736/http://www.klass-teatr.ru/
- учебный курс «Педагогика как режиссура детской заинтересованности»: http://setilab.ru/modules/courses/view.category.php/6